# 卡尔·科伦斯
卡尔·埃里克·科伦斯（Carl Erich Correns，1864年9月10日—1933年2月14日）是德国植物学家和遗传学家，主要以他独立发现遗传原则，以及与胡戈·德弗里斯、埃里克·冯·切尔马克同时独立重新发现孟德尔定律而知名。
科伦斯是著名植物学家奈格里的学生。孟德尔曾将豌豆杂交实验的结果告诉奈格里，然而，内格里没有理解孟德尔工作的重要性。

## 家族
卡尔·科伦斯之子是东德全国阵线领导人埃里希·科伦斯。

## 外部連結
- Article relating the work of Gregor Mendel